# فاتن غطاس
فاتن غطاس هي سباحة تونسية، ولدت في 13 أكتوبر 1964، وتنافست في أربع مناسبات في دورة الألعاب الأولمبية الصيفية عام 1984، حيث مثلت تونس والرياضة النسائية التونسية، وكانت المرأة الوحيدة في الوفد التونسي. وهي الآن المديرة الفنية لفرع السباحة في النادي الأفريقي. اكتشفت السباحة في سن الرابعة. وقد شجعها بشدة والدها كامل غطاس، وهو شخصية رياضية كبيرة حيث كان لاعبًا ومدربًا في كرة اليد، وصحفيًا رياضيًا لما يقرب من أربعين عامًا، وأمينًا عامًا للاتحاد التونسي للسباحة والأمين الإداري للنادي الإفريقي.

## الانجازات
- حطمت 33 رقمًا إفريقيًا و40 رقمًا تونسيًا.
- تحصلت على 64 لقبًا وطنيًا طوال المدة المتراوحة ما بين 1979 و1989.
- أحسن سباحة تونسية ضربت الرقم القياسي في التحصيل على الأرقام وعلى أحسن المستويات: 12 لقبا مغاربيًا و15 لقبًا عربيًا.
- نالت أيضًا 5 ألقاب أفريقية في نيروبي سنة 1987.
- سجلت مستويات ونتائج محترمة في ألعاب البحر الأبيض المتوسط سنة 1983 بالمغرب وفي ألعاب لوس أنجلوس الأولمبية سنة 1984 وفي بطولة العالم سنة 1986.

## روابط خارجية
- فاتن غطاس على موقع الاتحاد الدولي للسباحة (الإنجليزية)
- فاتن غطاس على موقع أوليمبيديا (الإنجليزية)